# Farid Simaika
Farid Simaika (arabsky فريد سميكة, 12. června 1907 Alexandrie – asi 11. září 1943 nedaleko Makassaru) byl egyptský reprezentant ve skocích do vody, dvojnásobný olympijský medailista.
Pocházel z koptské rodiny s dlouholetou tradicí působení ve vysokých státních službách. Od roku 1927 žil v USA a soutěžil za Hollywood Athletic Club. Na Letních olympijských hrách 1928 reprezentoval Egypt, získal bronzovou medaili ve skoku z třímetrového prkna. V soutěži ve skoku z desetimetrové věže získal nejvíc bodů a byl vyhlášen vítězem. Teprve po slavnostním ceremoniálu bylo oznámeno, že podle pravidel nerozhoduje o titulu absolutní počet bodů, ale počet rozhodčích, kteří dali závodníka na první místo; podle tohoto kritéria se nakonec stal olympijským vítězem Američan Pete Desjardins a Simaika skončil druhý.
Simaika vyhrál čtyřikrát americké mistrovství Amateur Athletic Union ve skocích do vody, zároveň se živil placenými skokanskými exhibicemi, proto byl před olympiádou 1932 označen za profesionála a nebyla mu povolena účast. Svoji zdatnost ve vodních sportech uplatnil i ve filmech Seas Beneath, Double Diving a Water Sports, účinkoval také v plavecké show Billyho Rose. Dvakrát se oženil s Američankou, předtím musel dokazovat svoji příslušnost k europoidní rase, protože kalifornské zákony v té době zakazovaly rasově smíšená manželství. V roce 1942 obdržel americké občanství a narukoval do armády. Protože uměl pilotovat letadlo a fotografovat, byl zařazen k průzkumné jednotce. Při letu nad pobřežím ostrova Sulawesi v září 1943 zmizel beze stopy, po válce byl prohlášen za mrtvého a byl mu udělen Záslužný letecký kříž. Simaikův přítel poručík Frank Kurtz zaznamenal výpověď jednoho australského vojáka, že v dané oblasti viděl sportovcovu hlavu oddělenou od těla, což by znamenalo, že Simaika pád letadla přežil a byl později zavražděn japonskými vojáky nebo domorodými lovci lebek.